# كرغيل
كرغيل أو كرجيل (kargil) هما لفظان معربان لكلمة:«کرْگِل» باللفظ المحلي لأهل منطقة «كرغيل»، وهي ناحية تابعة لولاية جامو وکشمير إدارياً، تقع في قسم الشمال من ولاية جامو وکشمير.

## طبيعة المنطقة
إن ناحية كرغيل منطقة تضم ثلاث مدن وهي مدينة: «كرغيل» و«سانْ كو» و«دْرأس»، تلك المدن المعمورة مُشيّدةٌ في قعر التجاويف الجبلية، إما في وادٍ مُحاط بالجبال، أو على سفح جبل في تلك المنحدرات من التجاويف الجبلية الواقعة على «هضبة التبت» العظيمة في الشمال الغربي من «جبال همالايا».

## جغرافيا منطقة كرغيل
ناحية «كرغيل» وهي ناحية تقع في شمال الغربي من «هضبة التبت» العظيمة المعروفة بـ «سقف العالم» أو بـ «سطح العالم» التي هي من أعلى الهضاب في العالم، وتضم الهضبة لسلسلة «جبال همالايا» القائمة عليها، وهذه السلسلة الجبلية تضم لأعلى القمة في العالم وهي «إيفرست» وأكثر من خمسين قمة تزيد ارتفاعها عن (7000 متر) من قمم العالم.
و عبّر عن هذه المنطقة الشهيد الثالث نور الله التستري في كتاب مجالس المؤمنين بـ «التبت الصغرى» الإسلامية مقابل «التبت الكبرى» البودائية. و«التبت الصغرى»: هي شمال كشمير بِدءً من جنوب الشرقي لـ«كشمير» على شكل خطٍ مائل نحو شمال الغربي لـ«كشمير»، وهي تابعة حسب التقسيم الإداري لولاية «جامو وكشمير» اليوم، فـ«التبت الصغرى» هي إحدى المقاطعات الثلاث التي التُقسَّم إليه إدارياً ولاية «جامو وكشمير»، وهذا التقسيم الثلاثي لولاية «جامو وكشمير» تقسيمٌ طبيعي للمنطقة بحكم الجغرافيا والأقوام الساكنة فيها منذ العصور السالفة، وباقية حتى اليوم وهي كالتالي:
- منطقة الجنوبية تسمى مقاطعة جامو
- منطقة الوسطى تسمى مقاطعة كشمير
- منطقة الشمالية تسمى " مقاطعة لدّأخ

أن مقاطعة جامو يتشكل سكانها من «كاتْشة» و«الغُجور» وغيرهم، والديانة فيها الإسلام والهندوسية، ومستوى ارتفعها عن سطح البحر منخفض مثل أراضي البنجاب ويحيطها جبال مرتفعة من الشمال، والأجواء حارة فيها مثل البنجاب والمناطق الاستوائية.
و مقاطعة «كشمير» أو «وادي كشمير» يتشكل غالبية سكانها من قومية «كاتْشة» أو الـ«كاش»، والديانة الإسلام هو الغالب فيها والغالب هم من السنة المسلمين مع أقلية هندوسية، ومستوى ارتفعها عن سطح البحر أكثر من ألف متر، والأجواء فيها معتدلة ولطيفة في الصيف كالربيع وكذا في باقي المواسم.
و مقاطعة «لدّأخ الكبير» يتشكل أكثر سكانها من أقوام التبت مع أقلية ضئيلة من الأقوام المختلفة الأخرى، والديانة فيها الإسلام هو الغالب مع أقلية لا بأس به من البودائيين التبت وغالبية المسلمين من الشيعة الإثنا عشرية، ومستوى ارتفعها عن سطح البحر هو ألفين وثلاثمأة متر أو أكثر، والأجواء فيها باردة يكون الشتاء قرابة خمسة أشهر، يصل البرودة حدود ثلاثين درجة تحت الصفر أحياناً أو أكثر إلا أن هواء صيفها لطيف ومعتدل.
أنّ «مقاطعة لدّأخ» أو ما يسمى بـ«لدّأخ الكبير» تشمل لكل من محافظات «لدّأخ» و«جلجيت» و«بلتستان» و«كرغيل»؛ إلا أن اليوم بسبب التقسيم القائم لولاية «جامو وكشمير» بين الهند والباكستان صار منطقة كرغيل ولدّأخ في القسم من «خِطّةْ لدّأخ» التي تحت سيطرة الهند. وأما «خِطّةْ لدّأخ» القسم الباكستاني احتوى لمحافظتي «بلتستان» و«جلجيت»، وهما جزءان من «خِطّةْ لدّأخ» الكبير.
ناحية «كرغيل» تقسم إدارياً لسبعة مناطق وهي:
- منطقة «كرغيل» (kargil)، وهي مركز الناحية وتشمل لمنطقة «الصْوتْ» أيضا
- منطقة «سان كو» (sankoo) وهي مركز منطقة «كرْسيْه»
- منطقة «دْراس» (drass)
- منطقة «شارْغول» (shargole)
- منطقة «تشيك تان» (chiktan)
- منطقة «تَيْ سُورو» (taisuru)
- منطقة «زانْ سْكار» (zanskar)

تنحدر المياه من أعالي القمم الجبلية في هضبة التبت نحو المنخفضات المتخلِلَة بين مرتفعات همالايا بالخصوص من قمة جبل «نانكون» (nankoon) ـ ذو ارتفاع 7135 متر الذي يعّد أعلى مرتفع في منطقة «كرغيل»، وينسابُ منهانحو المنحدرات، فينشأ من تلك المياه الأنهار صاخبة والعنيفة في الجري؛ فيمر نهرٌ مبدأه من الأراضي التبتية الصينية على منطقة «زانْ سكار» ومنطقة «تَيَ سورو» ومنطقة «سان كو» ومنطقة «كرغيل» متجهةً نحو مدينة «سْكاردو» البلتستانية شمالاً. ويمر على «دْراس» نهر مبدؤه من الجبال المجاورة لـ«وادي الورود» في بلتستان متجهة نحو نهر كرغيل، فيلتقي بنهر كرغيل ببضع كيلومترات باقية من الحدود الباكستانية فتذهب من هناك نحو مدينة «سْكردو» بعد أن يلتقي بنهر «سند» في بضع كيلو مترات في الأراضي الباكستانية بعد المرور على منطقة «كهرْ منْك» البلتستانية. ويمر نهر الـ«سند» الذي مبدأه من الأراضي التبتية الصينية على مدينة «لدّأخ» ثم يمر على منطقة «تْشيك تان» و«صْوت» من توابع كرغيل ويتجه من هناك نحو مدينة «سكاردو» بعد المرور على منطقة «كهرْ منْك» البلتستانية.

## سكّان منطقة كرغيل
قرابة تسعين في المائة أو أكثر من سكان منطقة «كرغيل» هم من مسلمين في قبال أقلية بودائية، وسبعة وتسعين في المائة من المسلمين هم من الشيعة الإثنا عشريّة مقابل أقلية من إخوانهم أهل السنّة فهي من هذه الناحية تعد ثاني منطقة تبتية إسلامية بعد بلتستان في عموم التبت، وهي ناحية الوحيدة لمسلمي الشيعة في عموم الهند من الناحية التركيب المذهبي، وينحدر أصول أبناء المنطقة من قومية «التبتية» هم الغالبية، ويليهم سكّان قومية «الشينِيَّة» ويُعدّون أيضاً من أقوام التبت، ثم يعقبهم سكّان قومية «كاتشة» أو الـ«كاش»، وهي عرق القوم الكشميري.
واللغة المتداولة في المنطقة اللهجة (البُركِيَّة) وهي أحد لهجات اللغة التبتية، وغالبية السكان التبتيين في المنطقة هم من العرق الـ (بُرِك) «پُرِك» ويليهم أقلية «الشينيّة» ولديهم لُغة خاصة بهم، ثم يليه أقلية من العرق «البلتي» التبتي يتكلمون باللهجة «البَلْتِيّة» التبتيّة. الثقافة الغالبة في المنطقة هي الثقافة التبتية مع تأثر يسير بالثقافة الهندية والكشميرية، مع تأقلمهم الكامل بثقافة الإسلام إلى جانب الموروث التجربي من ثقافة القومية التبتيّة.